# Periférico Santiago de Compostela
El Periférico Santiago de Compostela o SC-20 es una autovía urbana de Santiago de Compostela por el este, comunicando el sur y el norte de la ciudad. Conecta con otras vías de gran capacidad como la AP-9, A-54, AG-56, AP-53, AG-59 y la N-550 (en realidad la circunvalación es un tramo de ésta a su paso por la ciudad). Es el segundo acceso urbano de Galicia con mayor número de tráfico. Consta 10,4 kilómetros de longitud, la velocidad limita, como mínimo, 50 km/h en el túnel del Hórreo y de la avenida de Lugo y como máximo, 70 km/h en los tramos, unos entre el polígono industrial de Tambre y As Fontiñas y otros entre Cornes y O Milladoiro.
Antiguamente una parte de un tramo dentro de la travesía urbana de Santiago de Compostela era la antigua carretera de circunvalación que le rodea entre San Cayetano y El Ensanche para evitar el cruce del centro de Santiago de Compostela, aparte del antiguo camino entre el centro a la estación ferrocarril (la antigua estación de Cornes fue inaugurada en el año 1873 y la actual estación fue inaugurada en el año 1943). Fue construido en los años 50 como carretera de circunvalación y no hasta los mediados de los años 80 había duplicado la carretera y nombrada como "Ronda de Santiago".
A principios del año 1995 se había inaugurado por el presidente Felipe González con los 5 tramos inaugurados, uno de los 5 tramos es de la SC-11. Los tramos inaugurados empezaron desde el acceso al polígono industrial de Tambre y el barrio As Fontiñas y otro desde la rotonda de Cornes hasta O Milladoiro. En la travesía urbana de Santiago de Compostela, en la avenida de Lugo y la calle de Hórreo dejaron a terminar en el año 1997, pasados de los 2 a los 3 carriles ampliados por sentido.
Con las mejoras de la circunvalación, le quedaba el acceso a la SC-11 que fue abierto a finales del año 1995, el nuevo túnel de Hórreo por debajo de la calle de Hórreo inaugurado en el año 2011 y el nuevo paso inferior de Conxo y la remodelación del enlace del acceso al polígono industrial de Tambre en el año 2016. Por último, un tramo de la calle de Hórreo se había remodelado en octubre de 2022 como un tramo de humanización que limita a 20 km/h y mejora del acceso a la estación ferrocarril.
Las características de esta autovía urbana tiene 2 carriles por sentido, dividiendo en 5 tramos, entre el polígono industrial de Tambre y As Fontiñas y otros entre Cornes y O Milladoiro, limitado a 70 km/h como autovía excepto un tramo de la travesía urbana en la avenida de Lugo y el túnel de Hórreo (entre As Fontiñas y Cornes) que limita a 50 km/h. Cuenta con 10 rotondas (dos inferiores, siete elevadas y otra final en O Milladoiro), 3 nudos (acceso al polígono industrial de Tambre, SC-11 y la autovía AG-56) y el túnel de Hórreo.

## Tramos
| Denominación | Tramo | Kilómetros | Año servicio |
| ------------ | --- | ---------- | --- |
| SC-20        | Polígono industrial Tambre N-550 - Calle de San Lázaro (San Lázaro) Tramo original Remodelación Nudo de Polígono industrial Tambre                                                                               | 2,7 -      | 1995 2016 |
| SC-20        | Calle de San Lázaro (San Lázaro) - Avenida de Lugo (As Fontiñas) | 2,6        | 1995 |
| SC-20        | Avenida de Lugo (As Fontiñas) - Avenida de Romero Donallo (Cornes) Tramo original Tramo ampliado (Ronda de Santiago) Tramo ampliado (Periférico Santiago de Compostela) Túnel del Hórreo                         | 1,3 0,5    | 1 carril por sentido: 1957 2 carriles por sentido: 1985 3 carriles por sentido: 1997 2 carriles por sentido: 2011 |
| SC-20        | Avenida de Romero Donallo (Cornes) - Enlace de A Choupana AC-543 Tramo original Nudo de Cornes con la SC-11 Nuevo paso inferior de Conxo (parcial) Nuevo paso inferior de Conxo (completo)                       | 1,9 - -    | 1995 2016 |
| SC-20        | Enlace de A Choupana AC-543 - O Milladoiro N-550 Tramo original: Viaducto de La Rocha Tramo ampliado (parcial): Viaducto de La Rocha Tramo ampliado (completo): Enlace de A Choupana AC-543 - O Milladoiro N-550 | 1 1,7      | 1 carril por sentido: 1961 2 carriles por sentido: 1994 2 carriles por sentido: 1995                              |

## Trazado
| Velocidad | Esquema | Salida | Sentido O Milladoiro                                                                                      | Carriles | Sentido Tambre | Carretera | Notas |
| --------- | ------- | ------ | --- | -------- | --- | --------- | ----- |
|           |         |        | Comienzo de la Autovía de Periférico Santiago de Compostela SC-20 Procede de: N-550                       |          | Fin de la Autovía de Periférico Santiago de Compostela SC-20 Incorporación final: N-550 Dirección final: Tambre Vía Edison VG-1.8 Carballo Boisaca Tambre Vía Isaac Peral |           |       |
|           |         | 0B     | |          | N-550 Órdenes La Coruña | N-550     |       |
|           |         | 0A     | Costa Vella Recinto Ferial de Amio                                                                        |          | Costa Vella Recinto Ferial de Amio |           |       |
|           |         | 1      | Santiago de Compostela A-54 Oviedo - Lugo                                                                 |          | A-54 Oviedo - Lugo Meixonfrío | A-54      |       |
|           |         | 2      | centro histórico centro urbano San Marcos E-1 AP-9 La Coruña E-1 AP-9 N-550 Pontevedra AP-53 N-525 Orense |          | | E-1 AP-9  |       |
|           |         | 2A     | |          | E-1 AP-9 La Coruña Pontevedra | E-1 AP-9  |       |
|           |         | 2B     | |          | San Marcos Santiago de Compostela |           |       |
|           |         | 3      | Estadio Verónica Boquete de San Lázaro Palacio de Congresos Parque Monte do Gozo                          |          | Estadio Verónica Boquete de San Lázaro Palacio de Congresos Parque Monte do Gozo                                                                                          |           |       |
|           |         | 4      | Fontiñas Multiusos Fontes do Sar Avda. de Lugo                                                            |          | Fontiñas centro comercial Multiusos Fontes do Sar |           |       |
|           |         | 5      | |          | Avda. de Lugo San Cayetano |           |       |
|           |         |        | Calle de Cracovia                                                                                         |          | |           |       |
|           |         |        | Camino de la Ameixaga                                                                                     |          | |           |       |
|           |         |        | Calle de Bernando Barreiro de Vázquez Varela Calle de Clara Campoamor                                     |          | Calle de Bernando Barreiro de Vázquez Varela Calle de Clara Campoamor |           |       |
|           |         |        | |          | estación ferrocarril |           |       |
|           |         |        | estación ferrocarril centro ciudad Parlamento de Galicia                                                  |          | |           |       |
|           |         |        | Túnel Cornes-Hórreo 520 metros                                                                            |          | Túnel Cornes-Hórreo 520 metros |           |       |
|           |         |        | |          | centro ciudad Parlamento de Galicia |           |       |
|           |         |        | AP-53 N-525 Orense E-1 AP-9 N-550 La Coruña                                                               |          | | SC-11     |       |
|           |         | 7B     | |          | AP-53 N-525 Orense E-1 AP-9 N-550 La Coruña | SC-11     |       |
|           |         | 7 - 7A | Conxo de Arriba Psiquiátrico DP-7805 Conxo                                                                |          | Psiquiátrico DP-7805 Conxo | DP-7805   |       |
|           |         | 8B     | centro ciudad                                                                                             |          | |           |       |
|           |         | 8A - 8 | AC-543 Noya CHUS                                                                                          |          | centro ciudad AC-543 Noya CHUS | AC-543    |       |
|           |         |        | Puente de La Rocha 260 metros                                                                             |          | Puente de La Rocha 260 metros |           |       |
|           |         |        | Rocha Vieja Poza Real cambio de sentido                                                                   |          | |           |       |
|           |         |        | |          | Rocha Vieja Poza Real Calle del Rial de Conxo |           |       |
|           |         |        | Estación de servicio Repsol Rocha                                                                         |          | |           |       |
|           |         | 9      | E-1 AP-9 Pontevedra - La Coruña AG-56 Noya N-550 Pontevedra                                               |          | AG-56 Noya E-1 AP-9 Pontevedra - La Coruña | AG-56     |       |
|           |         |        | camino de servicio N-550 O Milladoiro Pontevedra Porto Novo Milladoiro                                    |          | Inicio de la Autovía SC-20 | N-550     |       |